# Малахово (Боровский район)
Малахово — деревня в Боровском районе Калужской области. Входит в состав сельского поселения «Деревня Асеньевское».

## География
На реке Бобровка, рядом Асеньевское, Асеньевская слобода.

## Население
| 2002 | 2010 |
| ---- | ---- |
| 103  | ↘88  |

## История
В 1782 году сельцо Малахово Натальи Деметьевной Позняковой, Ивана Алекеевича Новашина, Ульяны Алексеевной Ергольской, Марьи  Петровной Федяшевой на берегах речки Бобровки и правом берегу Малаховского оврага.